# District 31
District 31 est une série télévisée québécoise en 716 épisodes de 22 minutes créée par Luc Dionne et diffusée entre le 12 septembre 2016 et le 21 avril 2022 sur ICI Radio-Canada Télé.
En France, la première saison (uniquement) de la série a été mise en ligne sur la plateforme France.tv le 16 décembre 2019. En Belgique, la série est diffusée sur Auvio depuis juillet 2020.

## Synopsis
Afin de rapprocher ses enquêteurs de la population, le SPGM (Service de Police du Grand Montréal) a déplacé ses enquêteurs de leur quartier général à des postes divisés en 36 districts. District 31 suit l'histoire du sergent-détective Nadine Legrand et de son collègue Patrick Bissonnette, affectés aux homicides.

## Fiche technique
- Scénariste : Luc Dionne
- Réalisation : Danièle Méthot, Jean-Claude Lord, Simon Barrette, Jean-Carl Boucher
- Production : Fabienne Larouche,
- Société de production : AETIOS productions

## Distribution

### Personnages principaux
- Jeff Boudreault : Jean Brière, journaliste
- Michel Charette : Bruno Gagné, sergent-détective - homicides
- Marc Fournier : Yves Jacob, sergent-détective aux affaires internes, puis aux homicides (récurrent saisons 1 à 5, principal saison 6)
- Sébastien Huberdeau : Manuel Dupuis, sergent-détective - crime organisé (saison 6)
- Ève Landry : Mélanie Charron, lieutenant (saison 6)
- Pascale Montpetit : Sonia Blanchard, procureure auprès du DPCP
- Vincent-Guillaume Otis : Patrick Bissonnette, sergent-détective - homicides
- Catherine Proulx-Lemay : Florence Guindon, sergent-détective - crimes sexuels et délits familiaux (saisons 4 à 6)
- Gildor Roy : Daniel Chiasson, commandant du District 31
- Catherine St-Laurent : Noélie St-Hilaire, agent-enquêteur (saison 3 à 4) puis sergent-détective - crimes sexuels et délits familiaux (saisons 4 à 6)
- Cynthia Wu-Maheux : Da-Xia Bernard Taxi, analyste sénior - renseignements criminels

#### Anciens personnages principaux
- Hélène Bourgeois Leclerc : Isabelle Roy, sergent-détective - crimes sexuels et délits familiaux (saisons 1 à 3, invitée saison 6)
- Geneviève Brouillette : Gabrielle Simard, lieutenant-détective (saisons 3 à 6)
- Sébastien Delorme : Stéphane Poupou Pouliot, sergent-détective - crime organisé (saisons 1 à 6)
- Rémy Girard : Pierre Masson, grand patron des services secrets (saison 5)
- Patrice Godin : Yanick Dubeau, sergent-détective - homicides (principal saison 3, récurrent saison 4, invité saison 5)
- Patrick Labbé : Laurent Cloutier, ancien lieutenant et membre des Services secrets (saisons 1 à 5)
- Magalie Lépine-Blondeau : Nadine Legrand, sergent-détective / lieutenant-détective (saisons 1 et 2; 133 épisodes)
- Luc Picard : Geoffroy Jeff Morin, enquêteur - stupéfiants, puis lieutenant détective par intérim (saison 2)

### Personnages secondaires
- Dan Bigras : Ryan Robin, Sixer (saison 6)
- Geneviève Boivin-Roussy : Kim Lalande, procureure (saisons 1 à 6)
- Denis Bouchard : Sylvain Coulombe, enquêteur retraité (saison 6)
- Frédéric Cloutier : Jérôme Langevin, sergent de relève (saisons 1 à 6)
- Stéphan Côté : Sébastien Durand, avocat (saisons 1 à 6)
- Stéphanie Crête-Blais : Julie Laparé (saison 6)
- Catherine De Léan : Véronique Lenoir, avocate (saisons 4 à 6)
- Paul Doucet : Denis Corbin, sergent-détective aux stupéfiants (saison 6)
- Hugo Dubé : Carl St-Denis, directeur du SPGM (saisons 3 à 6)
- Éveline Gélinas : Alexandra Paradis, procureure puis DPCP (saisons 5 à 6)
- Maxime Gibeault : Thomas Lizotte, proxénète et fils d'une amie de Noélie (saison 6)
- Hugo Giroux : Normand Auclair, sergent-détective - crime organisé (SQ) (saisons 1 à 6)
- Alex Godbout : Hugo Simard, patrouilleur et petit-cousin de Gabrielle (saison 6)
- Pierre-François Legendre : André Dallaire, sergent-détective aux enquêtes indépendantes (saisons 4 à 6)
- Roger Léger : Alexis Sauriol, directeur des opérations aux affaires criminelles (saisons 2, 3 et 6)
- Nathalie Mallette : Adèle Rancourt, journaliste (saisons 5 à 6)
- Peter Miller : François Labelle, caïd des Sixers (saisons 3 à 6)
- Brigitte Paquette : Mélissa Corbeil, sergent-détective aux enquêtes indépendantes (saisons 4 à 6)
- Éric Paulhus : Carlo Rivet, Sixer (saison 6)
- Ralph Prosper : François, policier à la réception (saisons 1 à 6)
- Virginie Ranger-Beauregard : Stéphanie Malo, Médecin Généraliste, Médico-légal (saisons 2 à 6)
- Elizabeth-Anne N'Doumi (Elizabeth Anne) : Sally Wilson, sergent de relève (saisons 3 à 5)
- Derrick Frenette: Sébastien Petit (saison 6)

### Anciens personnages secondaires
- Patrick Abellard : Léopold Jean (saison 1)
- Geneviève Alarie : Marie-André Sanscartier (saison 1)
- Aurélia Arandi-Longpré : Sara Jenkins (saison 1 et 3)
- Éloi ArchamBaudoin : Éric Bonnier, sergent-détective - homicides (District 25) (saison 1 à 3)
- Yann Aspirot : Danny Leclerc (saison 2 et 3)
- Eve Aubert : Sophie Carignan (saison 2)
- Emmanuel Auger : Christian Phaneuf, caïd des Sixers (saisons 1 et 2, invité saison 4)
- Steve Banner : Denis Larose (saison 3)
- Mathieu Baron : Nick Romano (invité saison 1 et 2, secondaire dès la saison 3)
- Daniel Barré : Carl Labelle, sergent-détective - affaires internes (saison 1)
- Christine Beaulieu : Geneviève Allaire, sergent-détective - crimes sexuels & délits familiaux (saison 2)
- Marie-Ève Beauregard : Audrey Sanscartier (saison 1)
- Marie-Joanne Boucher : Mme Dubreuil, travailleuse sociale (DPJ) (saison 2, 4 et 5)
- Marilyse Bourke : Florence Viens (saison 1)
- David Boutin : Tom Calastagne (saisons 1, 3 et 6)
- Stéphane Breton : Yves Leduc (saison 1)
- Pascale Bussières : Victoria Beaufort (saison 2 à 5)
- Alexandre Cabana : David Dulac (saison 1)
- Guillaume Champoux : Brian Beausoleil (saison 4)
- Jade Charbonneau : Océanne Gamache (saison 2)
- Annie Charland : Nathalie Lebel, sergent-détective - crimes contre la personne (SQ)
- Henri Chassé : Martin Banville (saison 1)
- François Chénier : Maxime Blais, membre des Services secrets (dès la saison 4)
- Alexandra Cyr : Viviane Déry (saison 3)
- Catherine Dajczman : Martine Joubert, technicienne de laboratoire (saisons 1, 2, 4 et 6)
- Stéphane Demers : Louis Bourgoin, ancien adjoint du directeur et ministre de la Justice
- Maxime Denommée : Alexandre Gagnon (saison 1)
- Sophie Desmarais : Charlène Baribeau (saison 3)
- Benoit Drouin-Germain : Thomas Déry (saison 5)
- Jacques Girard : André Juneau (saison 1)
- Louis-Georges Girard : Luc Normandin (saison 1 et 2)
- Éric Hoziel : Benoît Biron (saison 5)
- Yves Jacques : Jocelyn Dame, Coroner (saison 4)
- Sharon James : Joanie, sergent de relève (saison 1)
- Michael Kelly : Steve Manning, membre des Sixers (saison 1 et 2)
- Catherine-Audrey Lachapelle : Virginie Francœur/Nancy, prostituée (saisons 1 à 5)
- Michel Laperrière : François Jalbert, ancien directeur-général (saison 1, invité saison 3)
- Martin Larocque : Donald Welsh (saison 1 et 3)
- Pierre Leblanc : Clément Fecteau (saison 1 à 3)
- Myriam LeBlanc : Madeleine Dépeault, sergent-détective aux crimes économiques (saison 5)
- Vincent Leclerc : Maxim Vézeau, membre des Services secrets (saisons 2 et 3)
- François L'Écuyer: Bernard Vautrin (saison 2 et 3)
- Réjean Lefrançois : Réjean Beauvais (saison 1)
- Charlotte Legault : Amélie Bérubé/Nadia/Miss BBQ, prostituée et informatrice (saisons 1 à 3, invitée saisons 5 et 6)
- Jean-Moïse Martin : Robert Lamarre (saison 3)
- Marie-Laurence Moreau : Karine Lamothe (saison 2)
- Robert Naylor : Félix Cloutier (saison 1)
- Caroline Néron : Pascale Lanier, escorte de luxe (dès la saison 5)
- Fred Nguyen Khan : Hu-sun Cheng (saison 2)
- Widemir Normil : Antoine Maurais (saison 1)
- Danièle Panneton : Anne Bissonnette (mère de Patrick Bissonnette) (saison 1 à 3)
- Guillaume Perreault : Sylvain Cormier (saison 1)
- Kalinka Petrie : Fanny Cadieux (saison 1)
- Catherine Renaud : Mélanie Dubé, sergent-détective - crimes sexuels et délits familiaux (saison 3 et 5)
- Richard Robitaille : Pierre Sigouin, avocat et criminaliste
- Audrey Roger : Charlotte Maurais (saison 1 et 2)
- Gabriel Sabourin : Thierry Massé (saison 2)
- Benoit Saint-Hilaire : Daniel Dujardin (saison 5)
- Geneviève Schmidt : Nancy Riopelle, maman de Juliette (saison 4)
- Sarah Louis-Jean : Sarah, Analyste aux renseignements criminels (Saison 6)
- Frank Schorpion : Lannie McDougall, chef des Gang de l'Est (saison 1 et 2)
- Marie Turgeon : Suzanne Moreau (conjointe de Laurent Cloutier) (saison 1 et 2)
- Marion Van Bogaert Nolasco : Jacynthe Riopelle (sœur de Nancy Riopelle) (saison 4, invité saison 5)
- Jean-Nicolas Verreault : Robin Ménard (saison 2 et 3)
- Marianne Verville : Mélissa Quesnel, sergent-détective - stupéfiants (saison 1 et 2)
- Karl Walcott : Nesly Bonnet (saison 4 et 5)

## Intrigues

### Saison 1 (2016-2017)
Dans la saison 1, on suit Nadine Legrand (Magalie Lépine-Blondeau) et Patrick Bissonette (Vincent-Guillaume Otis), enquêteurs aux homicides, Isabelle Roy (Hélène Bourgeois Leclerc), enquêteur aux crimes sexuels, Stéphane Pouliot, au crime organisé, et Bruno Gagné, aux homicides, après leur arrivée dans le district 31.

### Saison 2 (2017-2018)
La saison 2 suit les enquêteurs du district 31 à la suite d'un événement tragique.
Devant le succès de la première saison avec 1,3 million de téléspectateurs, le premier épisode de la saison 2 a été diffusé sans pauses publicitaires grâce à l'initiative de l'Association des concessionnaires Toyota du Québec. Survenue trois semaines avant la diffusion, l'équipe de tournage a dû tourner de nouvelles scènes pour combler les six minutes supplémentaires que Toyota a libérées de ses publicités.

## Production

### Tournage
Pour la première saison, les scènes intérieures du tournage étaient tournées dans le sous-sol de la Maison de Radio-Canada, à Montréal. La construction de la nouvelle maison de Radio-Canada a nécessité, depuis la deuxième saison, de déplacer le tournage dans les studios MELS sur la Rive-Sud de Montréal, précisément à l'arrondissement de Saint-Hubert, près de l'aéroport. Pierre Bédard, directeur des lieux de tournage, affirme que pour une grande efficacité, l'ensemble des scènes sont donc tournées à Longueuil.
Pour tenir le rythme de quatre épisodes hebdomadaires, il faut une semaine de 50 heures de tournage, en cinq jours.
Lors de la crise sanitaire (COVID-19), le tournage est annulé à partir du 17 mars. Par conséquent, la saison actuelle est suspendue, puis se conclut à l'automne sous forme de quatre épisodes d'une heure chacun avant le début de la saison prochaine,. Le tournage est repris le 13 juillet et confirme le retour de la diffusion dans la semaine du 7 septembre. Le 15 décembre 2020, l'actrice Catherine Proulx-Lemay a contracté la Covid-19, ce qui a suspendu le tournage plus tôt que prévu pour la pause des fêtes. Durant son absence, elle est remplacée par Myriam Leblanc qui incarne Madeleine Depault, une policière affectée aux crimes économiques.
Le tournage a pris fin le vendredi 25 mars 2022.

## Accueil

### Audiences
Le record de la série appartient au 33e épisode de la saison 5, diffusé le 9 novembre 2020, avec 1 754 000 de téléspectateurs en direct. Notez que les audiences affichés dans les tableaux sont la moyenne des 4 épisodes et comptent aussi pour les enregistrements.

« River 1,8 million de personnes devant leur poste, du lundi au jeudi, en cette grande période d’éparpillement multiplateforme, c’est un tour de force. »

— Hugo Dumas, chroniqueur à La Presse à l'occasion du 500e épisode de District 31
| Légende : Saison 1 / Saison 2 / Saison 3 / Saison 4 / Saison 5 / Saison 6 |

#### Saison 1 (2016-2017)
La première diffusion a rassemblé 849 000 téléspectateurs. La série ne cesse d'augmenter lentement pour atteindre à 1,4 million de téléspectateurs lors du dernière épisode, ce qui est impressionnant pour une quotidienne. Cette saison a été écoutée en moyenne 1,15 million de téléspectateurs.
| №       | Première diffusion | Cotes d'écoute  | Cotes d'écoute | Rang semaine |           | №               | Première diffusion | Cotes d'écoute | Cotes d'écoute | Rang semaine |
| ------- | ------------------ | --------------- | -------------- | ------------ | --------- | --------------- | ------------------ | -------------- | -------------- | ------------ |
| 1 à 4   | 12 septembre 2016  | en stagnation   | 943 000        | 18e          | 61 à 64   | 9 janvier 2017  | en augmentation    | 1 247 000      | 7e             |              |
| 5 à 8   | 19 septembre 2016  | en augmentation | 956 000        | 16e          | 65 à 68   | 16 janvier 2017 | en augmentation    | 1 313 000      | 6e             |              |
| 9 à 12  | 26 septembre 2016  | en augmentation | 1 012 000      | 12e          | 69 à 72   | 23 janvier 2017 | en diminution      | 1 287 000      | 6e             |              |
| 13 à 16 | 3 octobre 2016     | en augmentation | 1 082 000      | 9e           | 73 à 76   | 30 janvier 2017 | en augmentation    | 1 339 000      | 4e             |              |
| 17 à 20 | 10 octobre 2016    | en diminution   | 1 077 000      | 10e          | 77 à 80   | 6 février 2017  | en augmentation    | 1 365 000      | 3e             |              |
| 21 à 24 | 17 octobre 2016    | en diminution   | 1 047 000      | 10e          | 81 à 84   | 13 février 2017 | en diminution      | 1 326 000      | 4e             |              |
| 25 à 28 | 24 octobre 2016    | en diminution   | 1 036 000      | 12e          | 85 à 88   | 20 février 2017 | en augmentation    | 1 370 000      | 3e             |              |
| 29 à 32 | 31 octobre 2016    | en augmentation | 1 092 000      | 10e          | 89 à 92   | 27 février 2017 | en diminution      | 1 367 000      | 3e             |              |
| 33 à 36 | 7 novembre 2016    | en augmentation | 1 129 000      | 7e           | 93 à 96   | 6 mars 2017     | en diminution      | 1 350 000      | 5e             |              |
| 37 à 40 | 14 novembre 2016   | en augmentation | 1 163 000      | 7e           | 97 à 100  | 13 mars 2017    | en augmentation    | 1 359 000      | 3e             |              |
| 41 à 44 | 21 novembre 2016   | en diminution   | 1 155 000      | 7e           | 101 à 104 | 20 mars 2017    | en diminution      | 1 316 000      | 4e             |              |
| 45 à 48 | 28 novembre 2016   | en augmentation | 1 180 000      | 6e           | 105 à 108 | 27 mars 2017    | en augmentation    | 1 322 000      | 3e             |              |
| 49 à 52 | 5 décembre 2016    | en diminution   | 1 167 000      | 1er          | 109 à 112 | 3 avril 2017    | en augmentation    | 1 354 000      | 2e             |              |
| 53 à 56 | 12 décembre 2016   | en diminution   | 1 124 000      | 1er          | 113 à 116 | 10 avril 2017   | en diminution      | 1 319 000      | 2e             |              |
| 57 à 60 | 19 décembre 2016   | en augmentation | 1 161 000      | 1er          | 117 à 120 | 17 avril 2017   | en augmentation    | 1 431 000      | 3e             |              |

#### Saison 2 (2017-2018)
Le premier épisode, diffusé sans pause publicitaire, a été écouté par 1 399 000 téléspectateurs en direct. De plus, ce même épisode a été le plus regardé du lundi soir, tous réseaux confondus. Cette saison a été regardée en moyenne 1,4 million de téléspectateurs, obtenant une part de marché de 42%.
| №       | Première diffusion | Cotes d'écoute  | Cotes d'écoute | Rang semaine |           | №               | Première diffusion | Cotes d'écoute | Cotes d'écoute | Rang semaine |
| ------- | ------------------ | --------------- | -------------- | ------------ | --------- | --------------- | ------------------ | -------------- | -------------- | ------------ |
| 1 à 4   | 11 septembre 2017  | en stagnation   | 1 299 000      | 3e           | 61 à 64   | 8 janvier 2018  | en augmentation    | 1 484 000      | 4e             |              |
| 5 à 8   | 18 septembre 2017  | en diminution   | 1 167 000      | 4e           | 65 à 68   | 15 janvier 2018 | en augmentation    | 1 452 000      | 4e             |              |
| 9 à 12  | 25 septembre 2017  | en augmentation | 1 250 000      | 3e           | 69 à 72   | 22 janvier 2018 | en augmentation    | 1 505 000      | 2e             |              |
| 13 à 16 | 2 octobre 2017     | en diminution   | 1 235 000      | 4e           | 73 à 76   | 29 janvier 2018 | en diminution      | 1 434 000      | 3e             |              |
| 17 à 20 | 9 octobre 2017     | en augmentation | 1 387 000      | 3e           | 77 à 80   | 5 février 2018  | en augmentation    | 1 496 000      | 3e             |              |
| 21 à 24 | 16 octobre 2017    | en diminution   | 1 337 000      | 4e           | 81 à 84   | 12 février 2018 | en diminution      | 1 431 000      | 3e             |              |
| 25 à 28 | 23 octobre 2017    | en diminution   | 1 326 000      | 3e           | 85 à 88   | 19 février 2018 | en augmentation    | 1 448 000      | 3e             |              |
| 29 à 32 | 30 octobre 2017    | en diminution   | 1 321 000      | 3e           | 89 à 92   | 26 février 2018 | en augmentation    | 1 481 000      | 4e             |              |
| 33 à 36 | 6 novembre 2017    | en augmentation | 1 338 000      | 3e           | 93 à 96   | 5 mars 2018     | en augmentation    | 1 493 000      | 4e             |              |
| 37 à 40 | 13 novembre 2017   | en diminution   | 1 317 000      | 3e           | 97 à 100  | 12 mars 2018    | en diminution      | 1 399 000      | 4e             |              |
| 41 à 44 | 20 novembre 2017   | en augmentation | 1 342 000      | 4e           | 101 à 104 | 19 mars 2018    | en augmentation    | 1 472 000      | 3e             |              |
| 45 à 48 | 27 novembre 2017   | en augmentation | 1 445 000      | 3e           | 105 à 108 | 26 mars 2018    | en diminution      | 1 458 000      | 3e             |              |
| 49 à 52 | 4 décembre 2017    | en diminution   | 1 443 000      | 2e           | 109 à 112 | 2 avril 2018    | en augmentation    | 1 471 000      | 3e             |              |
| 53 à 56 | 11 décembre 2017   | en diminution   | 1 404 000      | 1er          | 113 à 116 | 9 avril 2018    | en augmentation    | 1 496 000      | 3e             |              |
| 57 à 60 | 18 décembre 2017   | en diminution   | 1 374 000      | 1er          | 117 à 120 | 16 avril 2018   | en augmentation    | 1 570 000      | 2e             |              |

#### Saison 3 (2018-2019)
La moyenne de cette saison est 1,584 million de téléspectateurs. Le plus haut de la saison est 1 760 000 situé dans la semaine du 28 janvier.
| №       | Première diffusion | Cotes d'écoute  | Cotes d'écoute | Rang semaine |           | №               | Première diffusion | Cotes d'écoute | Cotes d'écoute | Rang semaine |
| ------- | ------------------ | --------------- | -------------- | ------------ | --------- | --------------- | ------------------ | -------------- | -------------- | ------------ |
| 1 à 4   | 10 septembre 2018  | en stagnation   | 1 538 000      | 1er          | 61 à 64   | 7 janvier 2019  | en augmentation    | 1 626 000      | 1er            |              |
| 5 à 8   | 17 septembre 2018  | en diminution   | 1 442 000      | 1er          | 65 à 68   | 14 janvier 2019 | en diminution      | 1 592 000      | 1er            |              |
| 9 à 12  | 24 septembre 2018  | en diminution   | 1 421 000      | 2e           | 69 à 72   | 21 janvier 2019 | en augmentation    | 1 722 000      | 1er            |              |
| 13 à 16 | 1er octobre 2018   | en augmentation | 1 574 000      | 1er          | 73 à 76   | 28 janvier 2019 | en augmentation    | 1 760 000      | 1er            |              |
| 17 à 20 | 8 octobre 2018     | en diminution   | 1 527 000      | 1er          | 77 à 80   | 4 février 2019  | en diminution      | 1 670 000      | 2e             |              |
| 21 à 24 | 15 octobre 2018    | en diminution   | 1 495 000      | 1er          | 81 à 84   | 11 février 2019 | en augmentation    | 1 722 000      | 2e             |              |
| 25 à 28 | 22 octobre 2018    | en augmentation | 1 518 000      | 1er          | 85 à 88   | 18 février 2019 | en diminution      | 1 641 000      | 2e             |              |
| 29 à 32 | 29 octobre 2018    | en diminution   | 1 468 000      | 2e           | 89 à 92   | 25 février 2019 | en diminution      | 1 639 000      | 2e             |              |
| 33 à 36 | 5 novembre 2018    | en augmentation | 1 584 000      | 1er          | 93 à 96   | 4 mars 2019     | en diminution      | 1 590 000      | 2e             |              |
| 37 à 40 | 12 novembre 2018   | en diminution   | 1 577 000      | 1er          | 97 à 100  | 11 mars 2019    | en augmentation    | 1 628 000      | 2e             |              |
| 41 à 44 | 19 novembre 2018   | en diminution   | 1 558 000      | 1er          | 101 à 104 | 18 mars 2019    | en augmentation    | 1 698 000      | 2e             |              |
| 45 à 48 | 26 novembre 2018   | en augmentation | 1 596 000      | 1er          | 105 à 108 | 25 mars 2019    | en diminution      | 1 611 000      | 2e             |              |
| 49 à 52 | 3 décembre 2018    | en diminution   | 1 512 000      | 1er          | 109 à 112 | 1er avril 2019  | en diminution      | 1 608 000      | 2e             |              |
| 53 à 56 | 10 décembre 2018   | en diminution   | 1 466 000      | 1er          | 113 à 116 | 8 avril 2019    | en diminution      | 1 594 000      | 2e             |              |
| 57 à 60 | 17 décembre 2018   | en augmentation | 1 482 000      | 1er          | 117 à 120 | 15 avril 2019   | en augmentation    | 1 682 000      | 2e             |              |

#### Saison 4 (2019-2020)
La quatrième saison est diffusée du 9 septembre 2019 au 2 avril 2020 au lieu du 16 avril 2020. Après une pause de 5 mois, la fin de la saison est diffusée du 7 au 10 septembre 2020, sous forme d'une heure par épisode.
La moyenne de cette saison est 1,711 million de téléspectateurs, avec un pic de 1 874 000 dans la semaine du 27 janvier 2020. Le dernier épisode avant l'arrêt du tournage, diffusé le 2 avril 2020, détient le record de la série avec 1 739 000 de téléspectateurs en direct.
| №       | Première diffusion | Cotes d'écoute  | Cotes d'écoute | Rang semaine |           | №                | Première diffusion | Cotes d'écoute | Cotes d'écoute | Rang semaine |
| ------- | ------------------ | --------------- | -------------- | ------------ | --------- | ---------------- | ------------------ | -------------- | -------------- | ------------ |
| 1 à 4   | 9 septembre 2019   | en augmentation | 1 736 000      | 1er          | 61 à 64   | 6 janvier 2020   | en augmentation    | 1 791 000      | 2e             |              |
| 5 à 8   | 16 septembre 2019  | en diminution   | 1 654 000      | 1er          | 65 à 68   | 13 janvier 2020  | en diminution      | 1 781 000      | 1er            |              |
| 9 à 12  | 23 septembre 2019  | en augmentation | 1 714 000      | 1er          | 69 à 72   | 20 janvier 2020  | en augmentation    | 1 845 000      | 1er            |              |
| 13 à 16 | 30 septembre 2019  | en augmentation | 1 793 000      | 1er          | 73 à 76   | 27 janvier 2020  | en augmentation    | 1 874 000      | 1er            |              |
| 17 à 20 | 7 octobre 2019     | en diminution   | 1 732 000      | 1er          | 77 à 80   | 3 février 2020   | en diminution      | 1 827 000      | 2e             |              |
| 21 à 24 | 14 octobre 2019    | en diminution   | 1 707 000      | 1er          | 81 à 84   | 10 février 2020  | en diminution      | 1 802 000      | 2e             |              |
| 25 à 28 | 21 octobre 2019    | en augmentation | 1 740 000      | 1er          | 85 à 88   | 17 février 2020  | en augmentation    | 1 831 000      | 2e             |              |
| 29 à 32 | 28 octobre 2019    | en diminution   | 1 728 000      | 1er          | 89 à 92   | 24 février 2020  | en diminution      | 1 763 000      | 2e             |              |
| 33 à 36 | 4 novembre 2019    | en augmentation | 1 784 000      | 1er          | 93 à 96   | 2 mars 2020      | en augmentation    | 1 794 000      | 2e             |              |
| 37 à 40 | 11 novembre 2019   | en diminution   | 1 766 000      | 1er          | 97 à 100  | 9 mars 2020      | en diminution      | 1 782 000      | 3e             |              |
| 41 à 44 | 18 novembre 2019   | en diminution   | 1 745 000      | 1er          | 101 à 104 | 16 mars 2020     | en augmentation    | 1 803 000      | 2e             |              |
| 45 à 48 | 25 novembre 2019   | en diminution   | 1 724 000      | 1er          | 105 à 108 | 23 mars 2020     | en diminution      | 1 802 000      | 2e             |              |
| 49 à 52 | 2 décembre 2019    | en diminution   | 1 713 000      | 1er          | 109 à 112 | 30 mars 2020     | en augmentation    | 1 853 000      | 1er            |              |
| 53 à 56 | 9 décembre 2019    | en diminution   | 1 680 000      | 1er          | 113 à 116 | 7 septembre 2020 | en diminution      | 1 817 000      | 1er            |              |
| 57 à 60 | 16 décembre 2019   | en augmentation | 1 784 000      | 1er          |           |                  |                    |                |                |              |

#### Saison 5 (2020-2021)
La cinquième saison est diffusée du 14 septembre 2020 au 22 avril 2021.
La moyenne de cette saison est 1,799 million de téléspectateurs. Le record de la semaine revient à celle du 12 octobre avec une moyenne de 1 919 000, grâce à une diffusion du 500e épisode le 15 octobre 2020.
| №       | Première diffusion | Cotes d'écoute  | Cotes d'écoute | Rang semaine |           | №                | Première diffusion | Cotes d'écoute | Cotes d'écoute | Rang semaine |
| ------- | ------------------ | --------------- | -------------- | ------------ | --------- | ---------------- | ------------------ | -------------- | -------------- | ------------ |
| 1 à 4   | 14 septembre 2020  | en augmentation | 1 829 000      | 1er          | 61 à 64   | 11 janvier 2021  | en augmentation    | 1 853 000      | 1er            |              |
| 5 à 8   | 21 septembre 2020  | en augmentation | 1 882 000      | 1er          | 65 à 68   | 18 janvier 2021  | en diminution      | 1 823 000      | 1er            |              |
| 9 à 12  | 28 septembre 2020  | en diminution   | 1 840 000      | 1er          | 69 à 72   | 25 janvier 2021  | en diminution      | 1 799 000      | 2e             |              |
| 13 à 16 | 5 octobre 2020     | en augmentation | 1 876 000      | 1er          | 73 à 76   | 1er février 2021 | en augmentation    | 1 853 000      | 1er            |              |
| 17 à 20 | 12 octobre 2020    | en augmentation | 1 919 000      | 1er          | 77 à 80   | 8 février 2021   | en diminution      | 1 801 000      | 1er            |              |
| 21 à 24 | 19 octobre 2020    | en diminution   | 1 842 000      | 1er          | 81 à 84   | 15 février 2021  | en diminution      | 1 793 000      | 2e             |              |
| 25 à 28 | 26 octobre 2020    | en augmentation | 1 879 000      | 1er          | 85 à 88   | 22 février 2021  | en diminution      | 1 746 000      | 1er            |              |
| 29 à 32 | 2 novembre 2020    | en diminution   | 1 816 000      | 1er          | 89 à 92   | 1er mars 2021    | en augmentation    | 1 748 000      | 1er            |              |
| 33 à 36 | 9 novembre 2020    | en augmentation | 1 901 000      | 1er          | 93 à 96   | 8 mars 2021      | en diminution      | 1 728 000      | 1er            |              |
| 37 à 40 | 16 novembre 2020   | en diminution   | 1 815 000      | 1er          | 97 à 100  | 15 mars 2021     | en augmentation    | 1 754 000      | 1er            |              |
| 41 à 44 | 23 novembre 2020   | en diminution   | 1 789 000      | 1er          | 101 à 104 | 22 mars 2021     | en diminution      | 1 713 000      | 1er            |              |
| 45 à 48 | 30 novembre 2020   | en augmentation | 1 810 000      | 1er          | 105 à 108 | 29 mars 2021     | en augmentation    | 1 726 000      | 1er            |              |
| 49 à 52 | 7 décembre 2020    | en diminution   | 1 697 000      | 1er          | 109 à 112 | 5 avril 2021     | en diminution      | 1 691 000      | 1er            |              |
| 53 à 56 | 14 décembre 2020   | en diminution   | 1 692 000      | 1er          | 113 à 116 | 12 avril 2021    | en augmentation    | 1 748 000      | 1er            |              |
| 57 à 60 | 4 janvier 2021     | en augmentation | 1 820 000      | 1er          | 117 à 120 | 19 avril 2021    | en augmentation    | 1 796 000      | 1er            |              |

#### Saison 6 (2021-2022)
La sixième saison est diffusée à partir du 13 septembre 2021. Le 11 janvier 2022, Aetios Productions et Luc Dionne, l'auteur de la série, annoncent que cette saison sera la dernière de la série.
| №       | Première diffusion | Cotes d'écoute  | Cotes d'écoute | Rang semaine |           | №               | Première diffusion | Cotes d'écoute | Cotes d'écoute | Rang semaine |
| ------- | ------------------ | --------------- | -------------- | ------------ | --------- | --------------- | ------------------ | -------------- | -------------- | ------------ |
| 1 à 4   | 13 septembre 2021  | en diminution   | 1 728 000      | 1er          | 61 à 64   | 10 janvier 2022 | en diminution      | 1 737 000      | 1er            |              |
| 5 à 8   | 20 septembre 2021  | en augmentation | 1 743 000      | 1er          | 65 à 68   | 17 janvier 2022 | en augmentation    | 1 784 000      | 1er            |              |
| 9 à 12  | 27 septembre 2021  | en augmentation | 1 812 000      | 1er          | 69 à 72   | 24 janvier 2022 | en diminution      | 1 773 000      | 1er            |              |
| 13 à 16 | 4 octobre 2021     | en augmentation | 1 876 000      | 1er          | 73 à 76   | 31 janvier 2022 | en augmentation    | 1 818 000      | 1er            |              |
| 17 à 20 | 11 octobre 2021    | en diminution   | 1 819 000      | 1er          | 77 à 80   | 7 février 2022  | en diminution      | 1 737 000      | 1er            |              |
| 21 à 24 | 18 octobre 2021    | en augmentation | 1 821 000      | 2e           | 81 à 84   | 14 février 2022 | en augmentation    | 1 781 000      | 1er            |              |
| 25 à 28 | 25 octobre 2021    | en diminution   | 1 791 000      | 1er          | 85 à 88   | 21 février 2022 | en diminution      | 1 678 000      | 1er            |              |
| 29 à 32 | 1er novembre 2021  | en diminution   | 1 762 000      | 1er          | 89 à 92   | 28 février 2022 | en diminution      | 1 648 000      | 1er            |              |
| 33 à 36 | 8 novembre 2021    | en augmentation | 1 805 000      | 1er          | 93 à 96   | 7 mars 2022     | en augmentation    | 1 684 000      | 1er            |              |
| 37 à 40 | 15 novembre 2021   | en diminution   | 1 718 000      | 2e           | 97 à 100  | 14 mars 2022    | en diminution      | 1 637 000      | 1er            |              |
| 41 à 44 | 22 novembre 2021   | en augmentation | 1 789 000      | 2e           | 101 à 104 | 21 mars 2022    | en augmentation    | 1 697 000      | 1er            |              |
| 45 à 48 | 29 novembre 2021   | en augmentation | 1 802 000      | 1er          | 105 à 108 | 28 mars 2022    | en diminution      | 1 675 000      | 1er            |              |
| 49 à 52 | 6 décembre 2021    | en diminution   | 1 785 000      | 1er          | 109 à 112 | 4 avril 2022    | en diminution      | 1 670 000      | 1er            |              |
| 53 à 56 | 13 décembre 2021   | en diminution   | 1 701 000      | 1er          | 113 à 116 | 11 avril 2022   | en augmentation    | 1 690 000      | 1er            |              |
| 57 à 60 | 3 janvier 2022     | en augmentation | 1 816 000      | 2e           | 117 à 120 | 18 avril 2022   | en augmentation    | 1 816 000      | 1er            |              |

### Réception critique
Pour Hugo Dumas, chroniqueur de La Presse, il voue le succès de la quotidienne à l'auteur Luc Dionne avec son écriture « souple et tonique […], capable d'alterner entre taquineries de bureau et scènes dramatiques à vous broyer le cœur ». Joël Martel, chroniqueur de Quotidien, déclare que District 31 est juste bon et qu'à son grand étonnement, « il n'aura suffi que de quelques minutes pour que mystérieusement, je me sente investi par ce que la quotidienne me proposait. ».

#### Parallèles entre les intrigues et l'actualité policière
Selon Hugo Dumas, qui s'exprime dans une chronique de La Presse, la fiction de District 31 présente des parallèles troublants avec la réalité.
Il déclare notamment : « L’auteur de District 31, Luc Dionne, devra-t-il être rebaptisé officiellement Nostradionne ? Ou a-t-il d’excellentes sources dans tous les postes de police du Québec ? La deuxième option s’avère la plus plausible, la plus crédible. »
Luc Dionne refuse pour sa part de révéler ses sources d'inspiration.

#### Réalisme du métier de policier
Selon Nathalie Langevin, agente sociocommunautaire au Service de police de Châteauguay, qui s'exprime dans le Soleil de Châteauguay, « Ça reste une série romancée avec oui une réalité policière pertinente de ce qu’est notre quotidien, mais disons que c’est en condensé ». Elle explique aussi les différences d'affaires entre celles que peut traiter le SPVM et celles de la police de Châteauguay.

## Récompenses
- Zapettes d'or 2017 : Grand prix « Ça m'allume »
- Prix Gémeaux 2017 : Prix Jean-Besré
- Prix Gémeaux 2018 : Prix du public Fonds Cogeco
- Prix Gémeaux 2018 : Meilleur rôle de soutien masculin - série dramatique annuelle : Gildor Roy
- Prix Gémeaux 2018 : Meilleur premier rôle masculin - série dramatique annuelle : Vincent-Guillaume Otis
- International Format Awards : Best Scripted Format
- Prix Gémeaux 2019 : Prix du public Fonds Cogeco
- Prix Gémeaux 2019 : Meilleur rôle de soutien féminin - série dramatique quotidienne : Sophie Desmarais
- Prix Gémeaux 2019 : Meilleur rôle de soutien masculin - série dramatique quotidienne : Michel Charette
- Prix Gémeaux 2019 : Meilleur premier rôle féminin - série dramatique quotidienne : Hélène Bourgeois Leclerc
- Prix Gémeaux 2019 : Meilleur premier rôle masculin - série dramatique quotidienne : Patrice Godin
- Prix Gémeaux 2019 : Meilleur texte - série dramatique quotidienne : Luc Dionne
- Prix Gémeaux 2019 : Meilleure réalisation - série dramatique quotidienne : Catherine Therrien
- Prix Gémeaux 2019 : Meilleure série dramatique quotidienne
- Festival de la Rose d'or : Meilleure feuilleton[206].